# Parodia leninghausii
Parodia leninghausii är en kaktusväxtart som först beskrevs av F. Haage, och fick sitt nu gällande namn av F.H. Brandt. Parodia leninghausii ingår i släktet Parodia och familjen kaktusväxter. Inga underarter finns listade i Catalogue of Life.

## Externa länkar

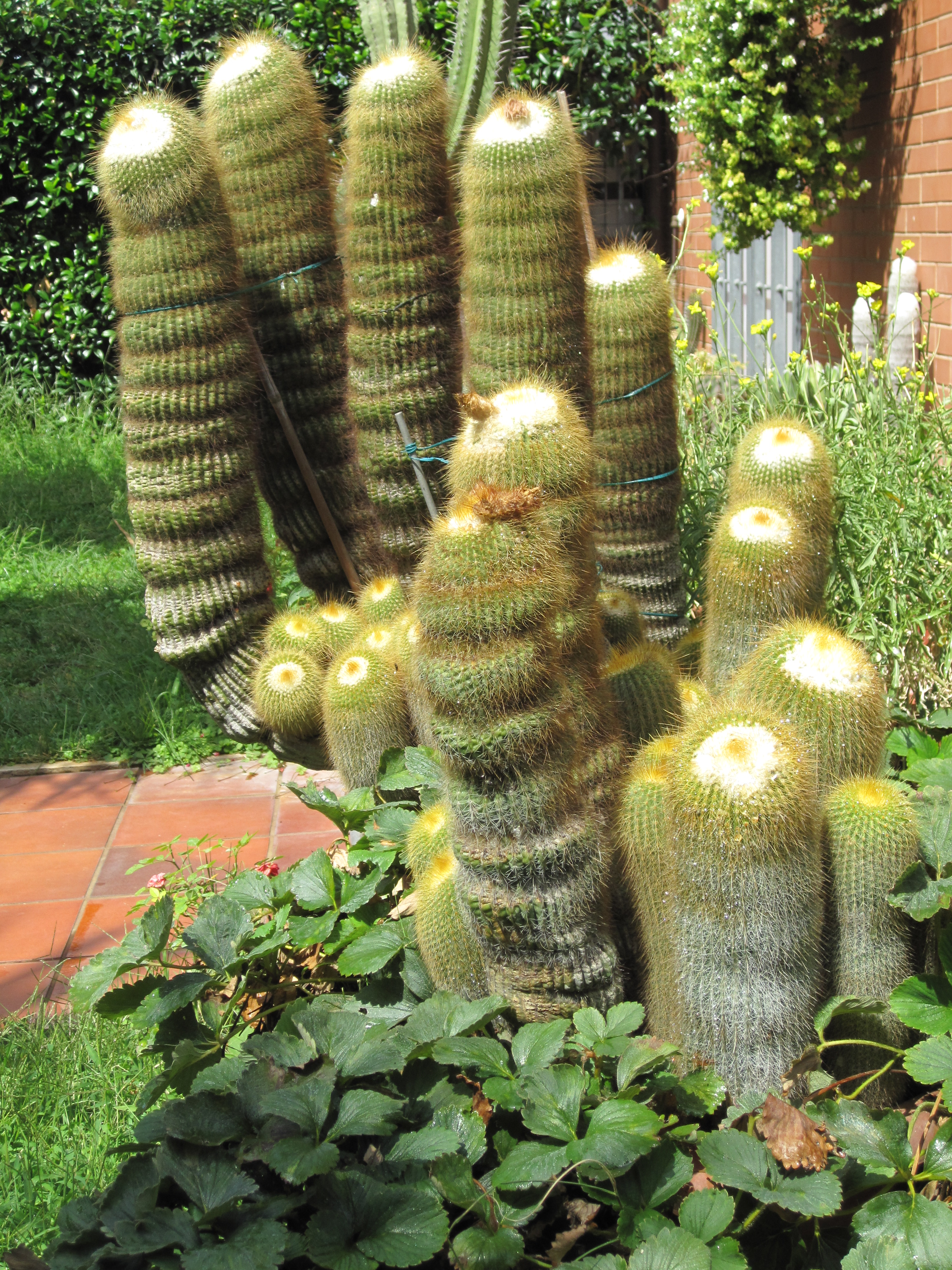
Parodia leninghausii
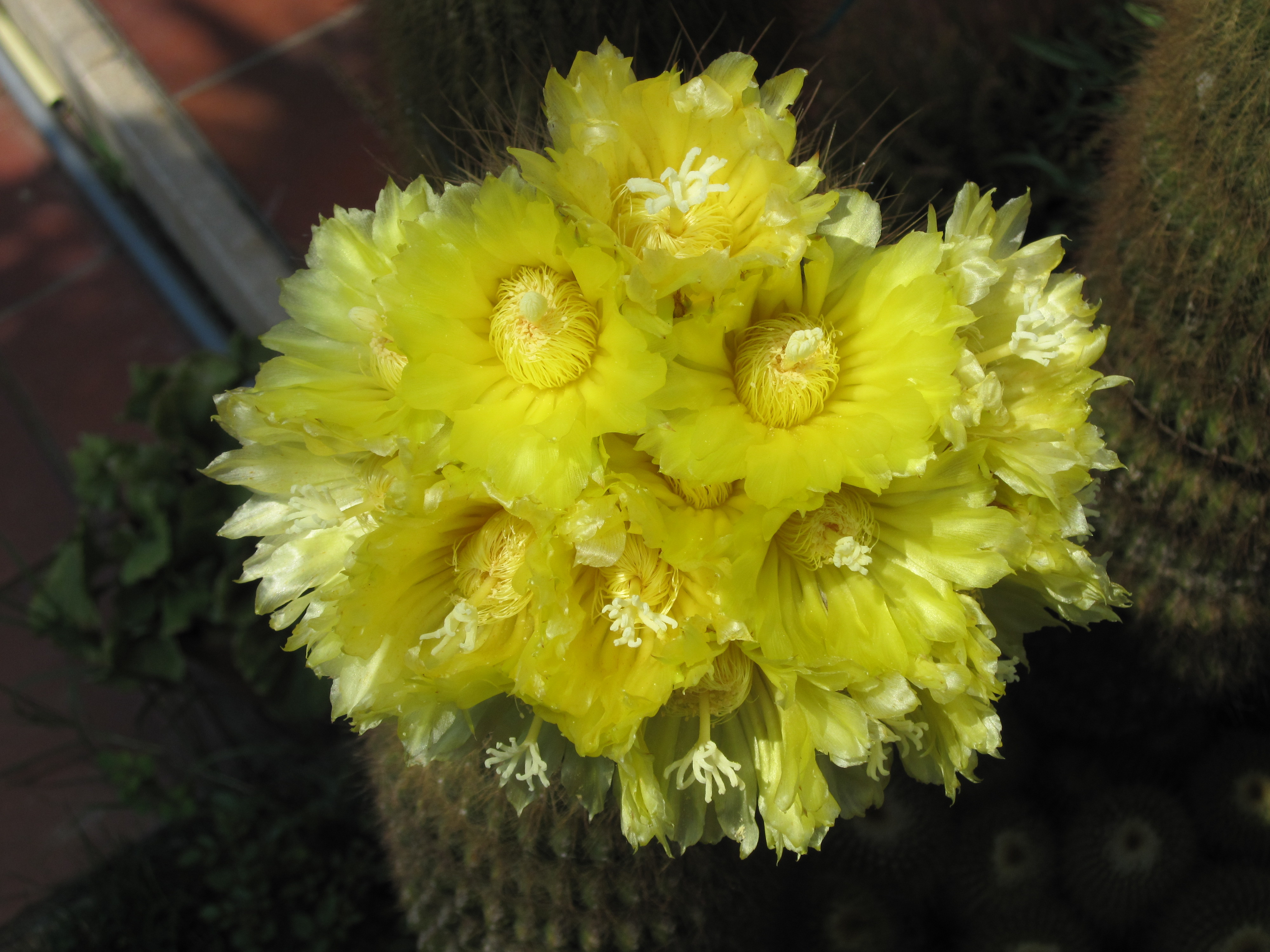
Blommor
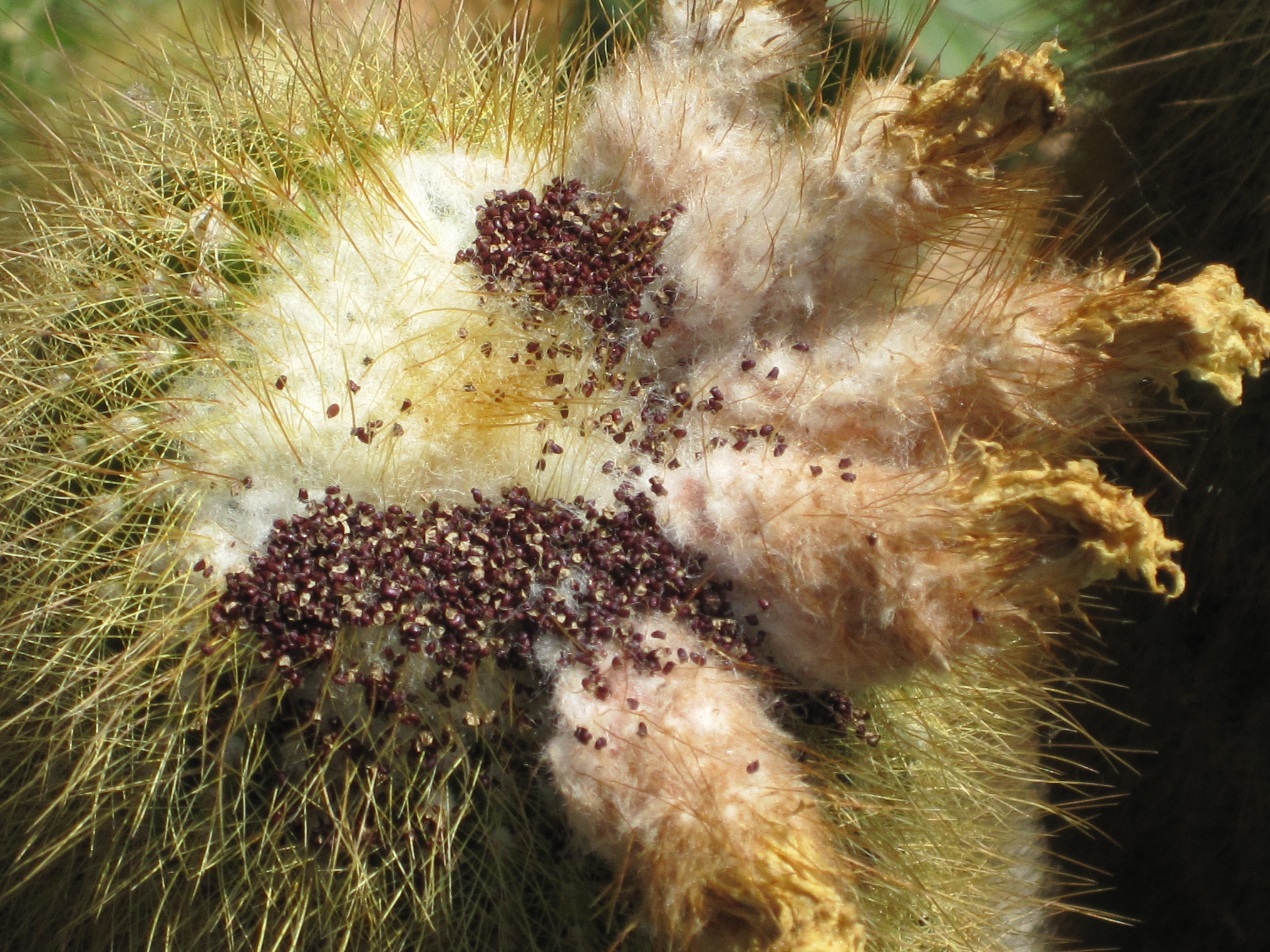
Frön